# FC Fleury 91 (női csapat)
A Football Club Fleury 91 Cœur d'Essonne, röviden FC Fleury 91 egy francia női labdarúgócsapat Fleury-Mérogis-ból. A Division 1 tagja.

## Klubtörténet
1997-ben Fleury-Mérogis-ban a férfi labdarúgóklub 13 és 16 éves korosztályát lánycsapatokkal egészítették ki, majd 2001-ben külön női szakosztályként regisztráltak a francia női labdarúgó-bajnokságba FCF Val d'Orge néven.
A párizsi régióban bontogatták szárnyaikat és a 2012–2013-as idényben a másodosztály tagjaivá váltak. Bár első szezonjaikban a bennmaradás is nehéz feladatnak tűnt, a klub 2016-ban már harmadikként végzett a tabellán, a következő szezonban pedig bajnoki címet ünnepelhetett a piros-fekete együttes.
Első élvonalbeli részvételük a tagság megőrzésére koncentrálódott és sikeresen helytállva a 8. helyen végeztek. A csapat innen kezdve a tabella középmezőnyében foglalt helyet, de a klub jól felépített rendszere és elkötelezettsége évről-évre biztosabb első osztályú tagságot eredményez.

## Sikerlista
- Francia másodosztályú bajnok (1): 2016–17

## Játékoskeret
2023. augusztus 8-tól
| #  |     | Poszt | Név                 |
| -- | --- | ----- | ------------------- |
| 1  | FRA | K     | Manon Heil          |
| 30 | ALG | K     | Chloé N'Gazi        |
| 2  | FRA | V     | Sarah Kassi         |
| 4  | JAM | V     | Chantelle Swaby     |
| 12 | CMR | V     | Claudine Meffometou |
| 13 | POR | V     | Ágata Filipa        |
| 17 | FRA | V     | Aude Bizet          |
| 20 | FRA | V     | Charlotte Fernandes |
| 23 | CAN | V     | Tianna Harris       |
| 29 | CIV | V     | Mariam Diakité      |
| 6  | PAN | KP    | Aldrith Quintero    |

| #  |     | Poszt | Név                |
| -- | --- | ----- | ------------------ |
| 8  | POL | KP    | Ewelina Kamczyk    |
| 9  | FRA | KP    | Aïrine Fontaine    |
| 10 | FRA | KP    | Léa Le Garrec      |
| 14 | POL | KP    | Dominika Grabowska |
| 18 | FRA | KP    | Laurine Baga       |
| 21 | FRA | KP    | Marine Dafeur      |
| 22 | BRA | KP    | Leidiane           |
| 7  | POL | CS    | Dominika Kopińska  |
| 13 | CIV | CS    | Rosemonde Kouassi  |
| 19 | CIV | CS    | Inès Konan         |
| 27 | HAI | CS    | Batcheba Louis     |

## Korábbi híres játékosok
| - Nadjma Ali Nadjim - Maureen Bigot - Gwenaëlle Butel - Maéva Clémaron - Marine Coudon - Julie Debever - Danaé Dunord - Thelma Eninger - Magnaba Folquet - Kelly Gadéa - Valérie Gauvin - Maryne Gignoux - Illana Goulet - Marine Haupais - Blandine Joly | - Léna Jouan - Claire Lavogez - Marie-Charlotte Léger - Julie Machart-Rabanne - Émmeline Mainguy - Melvine Malard - Léonie Multari - Sarah Palacin - Lilas Traïkia - Lina Chabane - Celeste Boureille - Daphne Corboz - Rachel Corboz - Jenna Dear - Ode Fulutudilu | - Kamilla Karlsen - Stine Larsen - Rikke Sevecke - Katriina Talaslahti - Julie Piga - Grace Yango - Marie Levasseur - Melissa Roy - Salma Amani - Kenza Chapelle - Michelle De Jongh - Julia Spetsmark - Sonia O'Neill |

## A klub vezetőedzői
- Isaac N'Gata (1998–1999)
- Bernard Bouger (2012–2018)
- Christophe Taine (2018–2019)
- Nicolas Dupuis (2019)
- Habib Boumezoued (2019–2020)
- David Fanzel (2020–2021)
- Fabrice Abriel (2021–)